# Katia Christine
Katia Christine, quelquefois créditée Katia Christina ou Katia Cristina (née en 1946 aux Pays-Bas) est une actrice néerlandaise.

## Filmographie partielle

### Cinéma
- 1964 : Les Gorilles de Jean Girault : Laurence (non créditée)
- 1965 : La Grosse Caisse d'Alex Joffé : Brigitte (non créditée)
- 1966 : Du rififi à Paname de Denys de La Patellière : la secrétaire à l'ambassade (non créditée)
- 1966 : Martin soldat de Michel Deville : l'Anglaise
- 1966 : Le Saint prend l'affût de Christian-Jaque : Mary
- 1967 : Du mou dans la gâchette de Louis Grospierre
- 1967 : Peggio per me... meglio per te de Bruno Corbucci : Marisa
- 1968 : Histoires extraordinaires, film à sketches, épisode William Wilson de Louis Malle : la jeune fille
- 1968 : La Leçon particulière de Michel Boisrond : Christine
- 1969 : Les héros ne meurent jamais (Probabilità zero) de Maurizio Lucidi : Kristyn
- 1969 : Les Derniers Aventuriers (The Adventurers) de Lewis Gilbert : Natalia
- 1970 : I due maggiolini più matti del mondo (Les deux coléoptères les plus fous du monde) de Giuseppe Orlandini : Manlina
- 1971 : Les Obsessions sexuelles d'un veuf (Le inibizioni del dottor Gaudenzi, vedovo, col complesso della buonanima) de Giovanni Grimaldi
- 1971 : La Victime désignée (La vittima designata) de Maurizio Lucidi
- 1971 : Le PDG a des ratés (La prima notte del dottore Danieli) de Giovanni Grimaldi : Elena
- 1974 : Cinq Femmes pour l'assassin (Cinque donne per l'assassino), de Stelvio Massi : Alba
- 1974 : La mano che nutre la morte de Sergio Garrone : Masha / Tanja Nijinski
- 1974 : Le amanti del mostro de Sergio Garrone : Anijeska Nijinski
- 1974 : Pénitencier de femmes perverses (Prigione di donne) de Brunello Rondi
- 1977 : Treize femmes pour Casanova (Casanova & Co.) de Franz Antel : Sardella
- 1977 : L'exécuteur vous salue bien (La Banda del trucido) de Stelvio Massi

### Télévision
- 1967 : Salle n° 8 (série télévisée) de Robert Guez et Jean Dewever : Barbara Wagner (ép. 13, 14) (créditée Katia Christina)
- 1978 : Le Retour du Saint (Return of the Saint), série télévisée de Leslie Charteris, épisode Le Village perdu (The Village that Sold Its Soul) : Sophie Castracane
- 1978 : Sam et Sally, série télévisée :
  - Épisode Le Collier réalisé par Jean Girault
  - Épisode La Corne d'antilope réalisé par Robert Pouret : Gerta
- 1981 : CHiPs, série télévisée, épisode Escroquerie à l'assurance (Home Fires Burning) réalisé par Charles Bail (en) : la conductrice
- 1981-1984 à la télévision : L'Homme qui tombe à pic (The Fall Guy), série télévisée de Glen A. Larson : 
  - 1981, épisode pilote L'homme qui tombe à pic réalisé par Russ Mayberry : Baja Girl no 3
  - 1983, épisode Croisière dangereuse (Death Boat) réalisé par Paul Stanley : Sue
  - 1984, épisode La Femme au couteau (The Huntress) réalisé par Daniel Haller : Miss Knudsen
- 1982 : K 2000 (Knight Rider), série télévisée de Glen A. Larson, épisode Amnésie (Forget Me Not) réalisé par Gil Bettman : Margo